# Кульпинский сельсовет (Лотошинский район)
Кульпинский сельсовет — упразднённая административно-территориальная единица, существовавшая на территории Московской губернии и Московской области до 1986 года.
Кульпинский сельсовет был образован в первые годы советской власти. По данным 1921 года он входил в состав Кульпинской волости Волоколамского уезда Московской губернии.
В 1924 году к Кульпинскому с/с были присоединены Володинский сельсовет, Кряковский и Тереховский с/с. 24 марта 1924 года Кульпинская волость была упразднена и Кульпинский с/с вошёл в состав Раменской волости.
В 1926 году из Кульпинского с/с был выделен Агнищевский сельсовет.
По данным 1926 года в состав сельсовета входили 4 населённых пункта — Кульпино, Володино, Кряково и Тереховка.
В 1929 году Кульпинский с/с был отнесён к Лотошинскому району Московского округа Московской области.
17 июля 1939 года к Кульпинскому с/с был присоединён Мостищевский с/с (селения Алферьево и Мостищево).
1 февраля 1963 года Лотошинский район был упразднён и Кульпинский с/с вошёл в Волоколамский укрупнённый сельский район.
11 января 1965 года Лотошинский район был восстановлен и Кульпинский с/с вновь вошёл в его состав.
24 июля 1986 года Кульпинский с/с был упразднён, а его территория в полном составе передана в Михалёвский с/с.